# Liste des sites Ramsar à Trinité-et-Tobago
Cet article recense les zones humides de Trinité-et-Tobago concernées par la convention de Ramsar.

## Statistiques
La convention de Ramsar est entrée en vigueur à Trinité-et-Tobago le 21 avril 1993.
En janvier 2020, le pays compte 3 sites Ramsar, couvrant une superficie de 159,19 km2.

## Liste
| Site                                     | Île     | Notes | Date             | Superficie (km²) | Altitude (m) | Identifiant Ramsar | Identifiant WDPA | Coordonnées                         | Photo |
| ---------------------------------------- | ------- | ----- | ---------------- | ---------------- | ------------ | ------------------ | ---------------- | ----------------------------------- | ----- |
| Marais Nariva (en)                       | Trinité |       | 21 décembre 1992 | 62,34            | 0 - 10       | 577                | 68241            | 10° 22′ 59″ nord, 61° 04′ 01″ ouest |       |
| Complexe Buccoo Reef / Bon Accord Lagoon | Tobago  |       | 8 juillet 2005   | 12,87            |              | 1496               | 902732           | 11° 10′ 01″ nord, 60° 57′ 00″ ouest |       |
| Marais Caroni (en)                       | Trinité |       | 8 juillet 2005   | 83,981           | 0 - 10       | 1497               | 902733           | 10° 34′ 01″ nord, 61° 27′ 00″ ouest |       |